# Estación Experimental del Bosque Ishikawa
La Estación Experimental del Bosque Ishikawa, en japonés: 石川県林業試験場 Ishikawa-ken Ringyōshikenjō, es un arboreto y jardín botánico de 44 hectáreas de extensión que se ubica en Hakusan, Japón. 

## Localización
Ishikawa-ken Ringyōshikenjō, Ho-1 Banchi, Sannomiya-machi, Hakusan-shi, Ishikawa-ken 926-082 Honshū-jima Japón
Planos y vistas satelitales.36°25′45″N 136°38′34″E / 36.42917, 136.64278
- Altitud : de 140 a 220 metros
- Temperatura media anual : 14 °C

Está abierto todos losdías del año, la entrada es libre.

## Colecciones
El arboreto contiene unas 800 especies (15,000 árboles y arbustos ) que se encuentran agrupadas como:
- Jardín de azaleas,
- Colección de camellias,
- Área de las variedades de cerezos,
- Áreas experimentales,
- Jardín japonés,
- Humedales
- Bosque de coníferas,
- Bosques locales,
- Bosque de árboles de hoja ancha perenne,
- Bosque de frondosas caducifolias,
- Campo de plántulas,
- Exposición del manejo forestal
- Zona recreativa,etc.

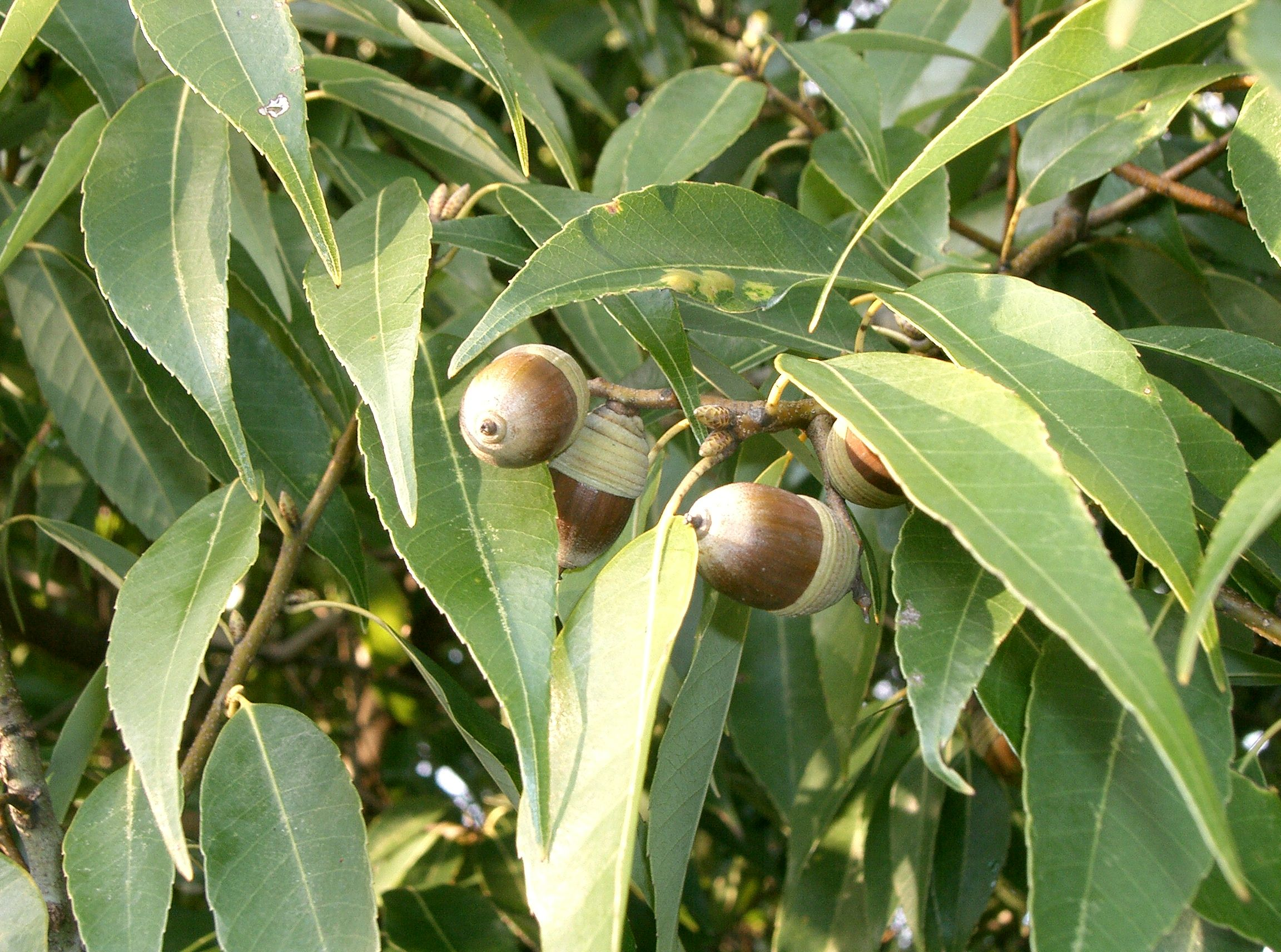
Quercus myrsinifolia.

Entre las especies de las colecciones son de destacar, Acer palmatum var. matsumurae, Aesculus turbinata, Benthamidia japónica, Camellia sasanqua, Castanopsis cuspidata var. Sieboldii, Cercidiphyllum japonicum, Corylopsis spicata, Fagus crenata Blume, Forsythia suspensa, Gardenia augusta, Hamamelis japónica, Hypericum patulum Thunb., Juglans mandshurica var. Sachalinensis, Liriodendron tulipifera L., Magnolia kobus, Metasequoia glyptostroboides, Prunus mume, Quercus myrsinifolia, Spiraea thunbergii, Stewartia pseudocamellia, Styrax obassia, Taxodium distichum, Viburnum plicatum var. Plicatum, Weigela hortensis (Sieb. et Zucc.) K. Koch, etc.

## Actividades de investigación
- Investigación silvícola: técnicas provisionales de cultivo, selección de árboles resistentes a la nieve, cultivo sistemático de árboles que envejecen bien, selección de maderas por análisis genético…
- Investigaciones sobre las enfermedades de los árboles
- Investigación en micología: cultivo de algunos substratos, investigaciones sobre la manera de favorecer el crecimiento y de aumentar la producción de algunas setas en el bosque…
- Investigaciones sobre las técnicas de secado y transformación de algunas maderas.
- Base de datos e información sobre la difusión de los pólenes.